# Cantone di Vidauban
Il Cantone di Vidauban è una divisione amministrativa dell'Arrondissement di Draguignan.
È stato istituito a seguito della riforma dei cantoni del 2014, che è entrata in vigore con le elezioni dipartimentali del 2015.

## Composizione
Comprende i comuni di:
- Les Arcs-sur-Argens
- Lorgues
- Le Muy
- Taradeau
- Vidauban